# Kosmos 1241
Kosmos 1241 (em russo:  Космос 1241 significando Cosmos 1241) era um satélite alvo que foi utilizado pela [[União 
Soviética]] na década de 1980 para testes de armas anti-satélite como parte do progrma Istrebitel Sputnik. Ele foi lançado em 1981, e era, ele próprio, parte do programa Dnepropetrovsk Sputnik. Ele foi o alvo para Kosmos 1243 e Kosmos 1258.
Ele foi lançado às 08:29 UTC de 21 de janeiro de 1981, usando um foguete Kosmos-3M para colocá-lo em órbita, voando a partir do Site 132/1 no Cosmódromo Plesetsk no noroeste da Rússia.
Kosmos 1241 foi colocado em uma órbita baixa da Terra , com um perigeu de 989 quilômetros (610 mi), um apogeu de 995 quilômetros (620 mi), inclinação de 65,8 graus de e um período orbital de 105 minutos. Ele foi interceptado por Kosmos 1243, em 2 de fevereiro. Esse encontro tinha a intenção de um teste destrutivo; no entanto, a carga de explosivo a bordo Kosmos 1243 não conseguiu detonar. Kosmos 1258 tentou interceptá-lo no dia 14 de Março; no entanto, ele também falhou. Assim sendo em 2009, o Cosmos 1241 ainda está na órbita da Terra.
Kosmos 1241 foi o nono dos dez satélites  Lira a ser lançado, dos quais todos, menos o primeiro foram bem-sucedidos. Os satélites Lira foram desenvolvidos a partir do satélite DS-P1-M anterior, que ele substituiu. Kosmos 1241 também foi o penúltimo satélite a ser lançado como parte do programa DS, que foi concluído com Kosmos 1375, em junho de 1982.